# Francisco Bolívar
Giovanni Francisco Bolívar Moreno (Bogotá, 21 de diciembre de 1984) es un actor de televisión colombiano.

## Biografía

### Primeros años
Francisco Bolívar actor de cine, teatro y televisión, nació el 21 de diciembre de 1984 en Bogotá. Hijo único, su madre Luz Mireya Bolívar Moreno, una estilista independiente y madre soltera, su abuela Ernestina Moreno de Bolívar una enfermera y su tío, el escritor y político Gustavo Bolívar, quien adopta la figura paterna, forman parte importante en la vida de Francisco. Asistió a la escuela primaria en el Centro Educativo Asosiervas, más tarde cursa el primer grado de secundaria en el Colegio Seminario Espíritu Santo, colegio que debe abandonar por razones familiares y más adelante en el año 2002 termina sus estudios de secundaria en el Colegio Nacional Restrepo Millán. 

### Inicios y "Pandillas, guerra y paz"
Desde muy temprana edad tiene sus primeras experiencias como actor interpretando diferentes roles en las distintas producciones teatrales de los colegios a donde asiste, varias de las cuales fueron escritas por él.
Comienza su carrera actoral en la televisión cuando apenas cumplía 12 años de edad, en la serie colombiana juvenil Pandillas Guerra y Paz, escrita por Gustavo Bolívar Moreno, donde interpretó a Pacho, serie que ha sido retransmitida en los últimos años en más de tres ocasiones en su primera y segunda temporada y por la que recibió la primera nominación en su carrera en Los Premios TvyNovelas a Mejor Actor Infantil. Alentado por su tío, Francisco decide audicionar para la serie, como anécdota, en la prueba y registro de casting el joven actor opta por entregar nombres y apellidos diferentes de los verdaderos, para no dar a conocer el parentesco con su tío, finalmente el director Mario Mitrotti lo escoge para trabajar en la serie y tiempo después descubre con asombro y gracia el parentesco del empírico actor con el escritor. Alternando sus estudios de secundaria con su nueva y temprana vida como actor, Bolívar logra graduarse de la secundaria y de inmediato ingresa a la universidad CUN para estudiar Idiomas y Negocios Internacionales como profesión para su vida, sin contar que a los dos años de estudio decide abandonar la carrera por el gusto, la pasión y el amor que la actuación comenzaba a despertar en él.

### 2010 - debut en el cine
Formado en sus primeros años de actuación principalmente en la práctica, Bolívar viaja a Los Ángeles California donde se gradúa como actor en la New York Film Academy. En el año 2010 cumple uno de sus más anhelados sueños, debuta en el cine como actor en la versión para la pantalla grande del famoso y libro Sin Tetas No Hay Paraíso, donde interpreta a Jota, personaje del cual Bolívar sale muy bien librado pese a las distintas críticas de la prensa hacia la película. Desde sus inicios como actor Francisco ha tenido el privilegio de interpretar distintos géneros dramáticos, haciéndolo esto un actor verdaderamente versátil. Ha participado en más de 25 producciones para la televisión nacional e internacional, entre las que se encuentran Sin senos no hay paraíso (Versión de RTI-Telemundo), Escobar, el patrón del mal, Ojo por ojo, Tres Caínes, Los Victorinos (Versión de RTI-Telemundo), Quién Eres Tú?, Flor Salvaje, La viuda negra. Ha hecho parte de 7 producciones cinematográficas, tres de las cuales como protagonista.
En el año 2010, en Estados Unidos, de la mano del periodista, productor, escritor y presentador Angel Ayllón produce su primer Stand Up Comedy, "Gringolandia No Es Como La Pintan", un divertido performance que cuenta las diferentes situaciones por las que pasan todos los inmigrantes en ese país.
En el 2011, el joven actor es nominado en la categoría a Mejor Actor Protagónico por la Academia Colombiana De Artes y Ciencias Cinematográficas "Premios Macondo", en el mismo año recibe otra nominación en la misma categoría en el Festival De Málaga-Cine Español y finalmente gana el premio a Mejor Actor Protagónico en el Festival Internacional De Cine De Cuenca, todo esto por su participación en la película Silencio En El Paraíso donde encarna a Ronald, un joven carismático y humilde de un barrio popular en Bogotá, que termina trágicamente siendo víctima de la problemática de los falsos positivos en Colombia. La película ha recibido varios galardones alrededor del mundo entre los que se encuentran:
- Biznaga De Plata Premio Del Público - Festival De Málaga-Cine Español, Territorio Latinoamericano
- Biznaga De Plata A La Mejor Película - Festival De Málaga-Cine Español, Territorio Latinoamericano
- Biznaga De Plata A La Mejor Dirección - Festival De Málaga-Cine Español, Territorio Latinoamericano
- Festival Internacional De Cine De Cuenca - Mejor Actor Protagónico
- International Latino Cultural Center Of Chicago - Selección Oficial
- Festival Du Cinéma Latino-Americain De Montréal - Selección Oficial

### Actualidad
A los 30 años de edad de la mano del productor, escritor y director de cine Fernando Ayllón, participa como productor en su primera película, "Por Qué Dejaron A Nacho? Si Era Tan Bueno El Muchacho", una comedia romántica a lo colombiano producida por TAKE ONE PRODUCCTIONS, productora Colombo-Americana. Película que es llevada a las salas de cine de Colombia y de la cual es también el protagonista. En el año 2011 protagoniza y produce su segundo largometraje, "Secretos", un thriller psicológico. Dos años más tarde participa una vez más como productor y debuta como director de actores en la cinta "Se Nos Armó La Gorda, Una Misión De Talla Internacional" una comedia colombiana rodada en la ciudad de San Francisco CA, la cual tiene un cierre excelente en la taquilla colombiana a pesar de ser una película independiente con 455.000 espectadores. En el 2015 se rueda la segunda parte de dicha cinta, esta vez en la ciudad de Las Vegas NV,  donde Bolívar participa una vez más como productor y director de actores. Su estreno está programado en salas de cine colombianas para el mismo año.

## Filmografía

### Televisión
| Año       | Título                     | Personaje                     |
| --------- | -------------------------- | ----------------------------- |
| 2024      | Los 50                     | Concursante                   |
| 2019      | Las pasantes               | Emilio                        |
| 2019      | El final del paraíso       | José Luis Vargas 'Jota'       |
| 2016-2018 | Sin senos sí hay paraíso   | José Luis Vargas 'Jota'       |
| 2015      | Laura, la santa colombiana | Efraín Robledo                |
| 2014      | En otra piel               | Lucas Mercado 'El Chivo'      |
| 2014-2016 | La viuda negra             | García                        |
| 2013      | Tres Caínes                | Luciano                       |
| 2012-2013 | ¿Quién eres tú?            | Uribe                         |
| 2012      | Escobar, el patrón del mal | Luis Fernando Escobar Gaviria |
| 2012      | Los Canarios               |                               |
| 2011      | Flor Salvaje               | Dudi                          |
| 2010-2011 | A corazón abierto          |                               |
| 2010      | Ojo por ojo                | Marcos Barragán               |
| 2009-2010 | Los Victorinos             | Victorino Pérez/Víctor Pérez  |
| 2009-2010 | Pandillas, Guerra y Paz II | Pacho Bolívar                 |
| 2008-2009 | Sin senos no hay paraíso   | José Luis Vargas 'Jota'       |
| 2008      | Decisiones                 |                               |
| 2007      | Super Pá                   | Pipe                          |
| 2006-2007 | Infieles anonimos          | Mario                         |
| 2005-2006 | Juego limpio               |                               |
| 2005      | Así es la vida             |                               |
| 2000      | Expedientes                |                               |
| 2000      | Siguiendo el rastro        |                               |
| 2000      | Unidad investigativa       |                               |
| 1999-2004 | Pandillas, Guerra y Paz    | Pacho Bolívar                 |

## Cine
| Año  | Título                                                 | Personaje         | Notas |
| ---- | ------------------------------------------------------ | ----------------- | ----- |
| 2022 | Un parcero en New York                                 |                   |       |
| 2019 | La pachanga                                            |                   |       |
| 2017 | Nadie sabe para quien trabaja                          | Gustavo Rodríguez |       |
| 2017 | Loving Pablo                                           | Pistolero         |       |
| 2016 | Se nos armó la gorda al doble: Misión Las Vegas        | Pachuco           |       |
| 2015 | Se nos armó la gorda                                   | Pachuco           |       |
| 2014 | Nos vamos pa'l mundial                                 |                   |       |
| 2013 | Secretos                                               |                   |       |
| 2012 | Casa de las agujas                                     |                   |       |
| 2012 | ¿Por qué dejaron a Nacho si era tan bueno el muchacho? | Nacho             |       |
| 2011 | Silencio en el paraíso                                 | Ronald            |       |
| 2010 | Sin tetas no hay paraíso                               | Bayron Santana    |       |

## Teatro
| Año  | Título                            | Notas           |
| ---- | --------------------------------- | --------------- |
| 2010 | Gringolandia No Es Como La Pintan | Stand Up Comedy |
| 2009 | El Retiro                         |                 |
| 2008 | Una Historia De Brujas            |                 |
| 2005 | Verdades Que Matan De La Risa     |                 |

## Premios y nominaciones

#### Premios TVyNovelas
| Año  | Categoría                            | Telenovela o serie       | Resultado |
| ---- | ------------------------------------ | ------------------------ | --------- |
| 2018 | Mejor actor de reparto de telenovela | Sin senos sí hay paraíso | Nominado  |
| 2000 | Mejor actor infantil                 | Pandillas, Guerra y Paz  | Nominado  |

#### Premios Macondo
| Año  | Categoría              | Película                      | Resultado |
| ---- | ---------------------- | ----------------------------- | --------- |
| 2018 | Mejor actor de reparto | Nadie sabe para quien trabaja | Nominado  |
| 2012 | Mejor Actor Principal  | Silencio En El Paraíso        | Nominado  |

### Otros premios
- Festival Internacional De Cine De Cuenca a Mejor Actor Principal por: Silencio En El Paraíso